# Антон Пасе фон Фрейдензберг
Антон Пасе фон Фрідензберг (нім. Anton Pace von Friedensberg; 14 листопада 1851, замок Турн-Ґалленштейн біля Геліґкройца, округ Горіція — 29 грудня 1923, Відень) — австрійський держслужбовець, політик, крайовий президент Герцогства Буковина(1891—1892), член імперської Таємної ради.

## Біографія
Антон Пасе фон Фрідензберг походив із старого іспанського дворянського роду. Його предки перебували на державній службі в Австрійській імперії в Трієсті та Венеції. Син графа Карла Філіпа Марія Пасе фон Фрідензберг у 1870 році отримав атестат зрілості, а потім вивчав право в університеті Граца. 1874 року поступив на державну службу в Крайну. 1883 року очолив округ Лотіш. Потім він служив секретарем міністрів у Міністерстві внутрішніх справ, в 1888 році — штатгальтер в Граці.
Його коротка кар'єра на Буковині розпочалась 1889 року із посади таємного радника в герцогстві. З 2 серпня 1890 року був виконуючим обов'язків Буковинського крайового президента, а з 9 січня 1991 року за рішенням уряду був призначений крайовим президентом краю. Дану посаду Антон Пасе обіймав до 17 травня 1892 року.
Під впливом німецьких і польських впливових кіл почав обмежувати використання румунської мови в адміністративній та судовій сферах. Він також публічно виступив проти, незважаючи на попередні обіцянки, румунської національної програми архієпископа Чернівців і митрополитів Буковини та Далмації Сильвестра та його прагнення до церковної автономії. Натомість прихильно ставився до автохтонного населення краю. За його президентства відбулися реформи в політичній і шкільній сферах. Змінивши тогочасну виборчу систему, українці здобули в 1890 р. двох послів до крайового сойму. В шкільництві граф Пасе запровадив національні інспекторати для кожного повіту.
Та невдовзі його було звільнено через конфлікт із крайовим маршалом, бароном Мустацою, оскільки під тиском румунської національної партії, яку очолював Олександр Васілко Сирецький, було визнано незаконним звільнення Мустаци з посади. Варто зазначити, що румунська боярська верхівка, яку А. Пасе називав «олігархами», справляла значний вплив на політичне життя краю. Крайові президенти, відчуваючи впливовість румунського боярства та керуючись соціальними симпатіями, прагнули до компромісу з ним. Наслідком цього був поділ посад, прибуткових місць тощо.
Невдовзі Антон Пасе фон Фрідензберг став віце-президентом Верховного суду. З 1900 року перебував на посаді начальника відділу в Міністерстві внутрішніх справ, де він перебував до своєї відставки в 1905 році. 27 грудня 1909 року був призначений членом двору австрійської імператорської ради. З 1911 по 1914 роки займав посаду віце-президента Комісій правових реформ. За свою роботу 1901 року був нагороджений Великим хрестом імператора австрійського Франца Йосифа. Граф Антон Пасс фон Фрідензберг вважався провідним фахівцем в галузі адміністративного права. Займався реформуванням Міністерства внутрішніх справ. Написав шеститомну працю «Довідник для управління державною справою».
Помер граф Антон Пасе фон Фрідензберг 29 грудня 1923 року у Відні.